# Steve Gunderson
Steven Craig Gunderson dit Steve Gunderson, né le 10 mai 1951 à Eau Claire (Wisconsin), est un homme politique américain, représentant républicain du Wisconsin à la Chambre des représentants des États-Unis de 1981 à 1987.

## Biographie
Steve Gunderson est diplômé de l'université du Wisconsin à Madison en 1973 et de l'école de télédiffusion du Brown College (en) l'année suivante. Il est élu à la Chambre des représentants du Wisconsin de 1975 à 1979. Il devient alors collaborateur parlementaire du représentant du 8e district du Wisconsin Toby Roth (en).
Il est élu à la Chambre des représentants des États-Unis en 1980. Il est réélu en 1982, 1984, 1986, 1988, 1990 et 1992.
Il est publiquement outé par son collègue républicain Bob Dornan (en) en mars 1994, à l'occasion d'un débat portant sur la suppression de fonds fédéraux pour les districts scolaires qui font apparaître les personnes LGBT de manière positive dans leurs programmes. Dornan affirme en effet que Gunderson « a une porte tambour dans son placard », poursuivant « Il est dehors, il est dedans. Il est dehors, il est dedans. Maintenant je suppose que vous êtes dehors puisque vous êtes allez et avez parlé à ce grand dîner homosexuel ». Il révèle par la suite sa relation de plusieurs années avec l'architecte Rob Morris, rencontré en 1983, et devient le premier membre républicain du Congrès ouvertement homosexuel. Il est facilement réélu le mois de novembre suivant, malgré l'opposition de la droite religieuse.
En 1996, il est le seul républicain à voter contre le Defense of Marriage Act, qui définit le mariage comme l'union entre un homme et une femme. Cette même année, il n'est pas candidat à un nouveau mandat, conformément à ce qu'il avait annoncé en 1994.